# Lo Pardal Roquer
David Esterri i Carrasquer, conocido artísticamente como Lo Pardal Roquer, (Alpicat, Lérida, 1970) es un músico, compositor y pedagogo español, hijo del músico «Lo Pardal Vell». Es un poliinstrumentista infame: violín, viola, guitarra, contrabajo.
Se graduó como profesional de música en el conservatorio de Lérida y en el Brezo de Barcelona y en Geografía e Historia en la Universidad de Lérida. Actualmente es profesor de secundaria en el INS Màrius Torres de Lérida.
Su pasión es el rock de los años cincuenta y el rockabilly en particular. Una de las piezas de su primer disco homónimo en solitario, El cant dels pardals (una particular revisión de Pau Casals), fue incluida en la recopilación pop-rock de Cataluña, una selección realizada por el Instituto Catalán de las Industrias Culturales (ICIC) para promover la música catalana en ferias y mercados internacionales.
Ha sido profesor de violín en el aula de Música Tradicional y tiene una trayectoria como compositor con música de cámara estrenada y editada por la editorial La mano de Guido de Sabadell, una ópera, una cantata y sardanas, dos de ellas premiadas a «XV Certamen Ciutat de Mollet de Sardanas y Música para Copla», celebrado el verano del 2009, donde ganó el primer premio por la sardana Aurembiaix y un accèssit por Caminos y Riachuelos. El 2010 estrenó una obra sinfónica sobre el canto de Sibila en la Sede Vieja de Lérida, y también es el autor de la ópera infantil La gàbia dorada y la cantata Rostres.
Con la canción Soy del Oeste se popularizó la carrera de Lo Pardal Roquer, por algunos es un Himno no oficial de las Tierras de Poniente, esta canción ha sido versionada por otros grupos cómo: La Pegatina, Obrint Pas , Pastorets Rock, Cuatro Vientos, y compilado por el crítico Jordi Bianciotto en su libro 501 cançons catalanes que has d'escoltar abans de morir.

## Obra

### Composiciones[9]
- El cant de la Sibil·la a la Seu Vella de Lleida, obra sinfónica
- La gàbia daurada, òpera infantil
- Rostres, cantata
- Aurembiaix i Camins i rierols, sardanes.
- Memòria i Oblit. Reflexiones musicales para instrumentos de cuerda sobre la memoria historica de la Guerra Civil (2010), cuatro monólogos y cuatro dialectos para cuatro instrumentos de cuerda que reflexiona sobre el remordimento, el olvido, el recuerdo, la memoria y la amnésia, obra encargada por la Universidad de Lérida[10]

### Discografía
Lo Gorrión Roquer ha grabado 23 discos con artistas como por ejemplo Xavier Barón, El Gitano de Balaguer, El Hijo del Mestre y Carles Juste lo Beethoven. A veces también colabora con Belda y el conjunto Badabadoc y, junto con la cantautora Meritxell Gené, también participó en el disco Musiquetes per la Bressola.
- Lo Pardal Roquer Vol. 1 (2005)
- Burro-a-billy & Cat Music, Vol. 2  (2007) (Discografía: DiscMedi blau– DM 4283 02)

1. Preludi: La Condemna
2. Ruc-a-billy & Cat Music
3. Sóc De L'Oest
4. Indi
5. El Viatge Del Miquelet
6. Tinc Un Problema
7. Bugui-bugui
8. Bons Xavals
9. Interludi: Cançó Del Raier
10. Tren Regional
11. Punk Rocker
12. Col·leccions
13. Amor De Déu
14. Record Infinit
15. El Bo, El Maixant I El Lleig
16. Baixant Per La Font Del Gat
17. Postludi: Garrotín Vell

- Rocksterri Vol.3 (2008) (Discografía: DiscMedi azul– DM 4542 02)

1. Preludi: La creu
2. Voodoo blues
3. Com et dius?
4. Quan et moris
5. El retorn del Miquelet
6. La torre de l'oncle tom
7. Te'n vas anar
8. Dies de gloria
9. Interludi: La presó de Lleida
10. Simó del desert
11. Missatge
12. Metaplasma
13. Cucanyes per la mainada
14. Tinc colagró
15. Xavacano
16. Semen retentum
17. Postludi: El castell del Figueró

- Röckerdämmerung,  Vol. 4 (2009)

1. Preludi: La Mort
2. Insectes I Flors
3. Sonet-1
4. És Tan Fàcil
5. La Mort Del Miquelet
6. Lo Joc Del Palet
7. Le Grand Davî Eterî
8. Per Què Te'n Vas?
9. Interludi: El Virolai
10. Insectes I Flors #2
11. L'Oració Del Guerrer
12. Pagliacci
13. Breu Història Del Cristianisme
14. Copa D'Or
15. Muntanyes I Valls
16. Mosques Mortes
17. Postludi: Redempció

- Danses Primitives Vol. 5 (2010)

1. Pardal Z
2. Dansa fàl·lica
3. Visca la terra!
4. Dona
5. Nadó
6. Ponent 2
7. Pa sec
8. Country day
9. En el «i tu què?»
10. Decadent
11. Anatomia d'una cançó
12. Surfin' pardal
13. Pardal Z